# Raucoules
Raucoules är en kommun i departementet Haute-Loire i regionen Auvergne-Rhône-Alpes i centrala Frankrike. Kommunen ligger i kantonen Montfaucon-en-Velay som tillhör arrondissementet Yssingeaux. År 2022 hade Raucoules 947 invånare.

## Befolkningsutveckling
Antalet invånare i kommunen Raucoules
| Referens: INSEE |